# Наомі Блейк
Наомі Блейк, уроджена Зісель Дум (11 березня 1924 , Мукачеве, Підкарпатська Русь  — 7 листопада 2018 ) — британська скульпторка єврейсько-українського походження, жертва Голокосту.

## Біографія

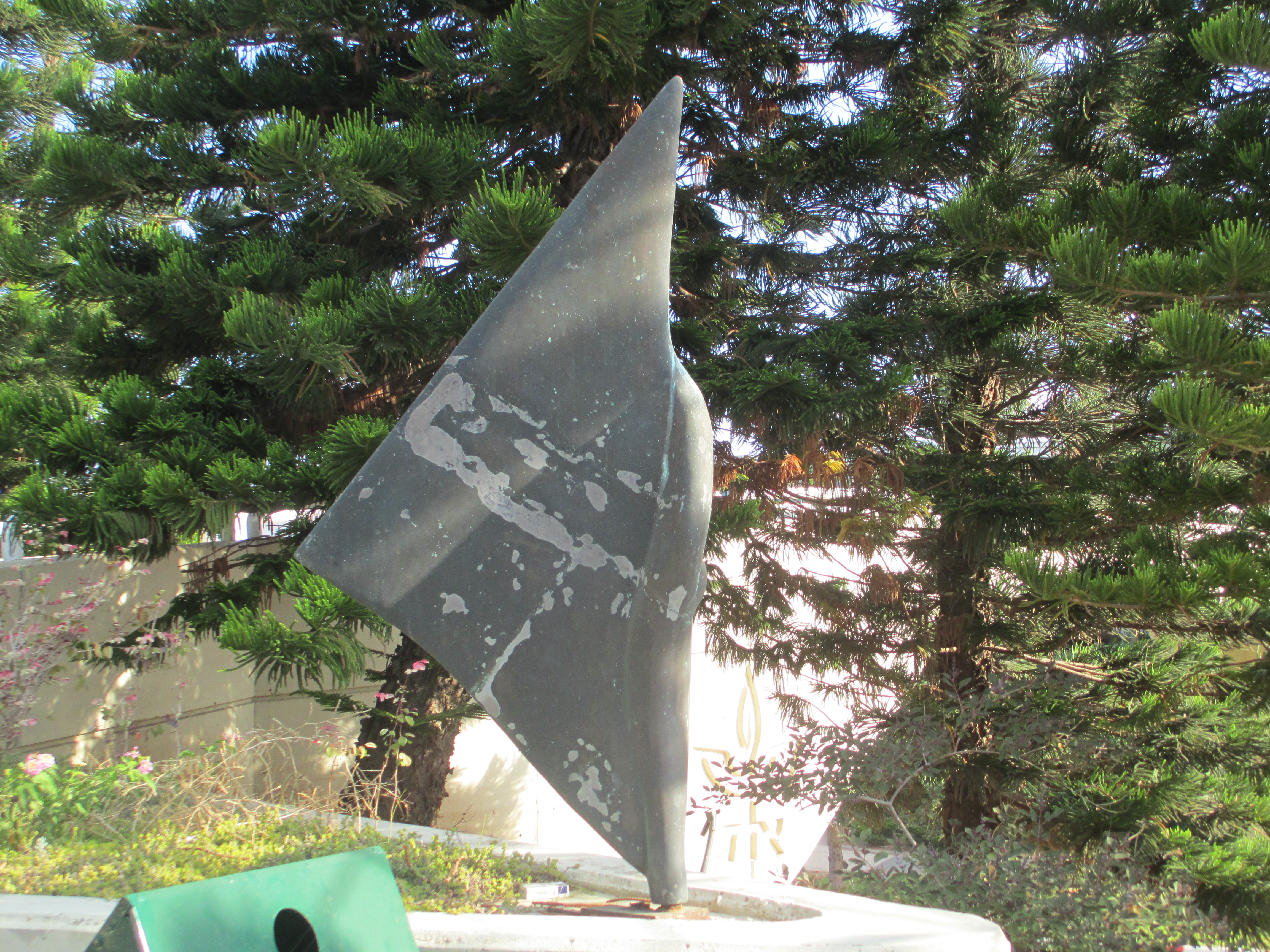
Людина проти шансів Блейка в Тель-Авівському університеті

Блейк народилася в Мукачеві тодішньої Чехословаччини (нині Мукачево, Україна) в сім'ї ортодоксальних євреїв Елазера Дума та Чая-Аделя Шлусселя 11 березня 1924 року Наймолодшу з десяти дітей, Блейк, батьки спочатку назвали Зісель, що означає «мила», а сама вона змінила своє ім'я на Наомі в 1948 році . Вона пережила Голокост, будучи підлітком в Авушвиці, хоча багато членів її родини загинули там. Після Освенцима Блейк та її сестра Мальчі, що вижила, були відправлені працювати в табір боєприпасів на півночі Польщі. У міру просування Червоної Армії на початку 1945 року нацисти вивели в'язнів табору до Балтики. Сестрам вдалося уникнути цього маршу смерті і зрештою, незважаючи на значні небезпеки, повернулися до рідного Мукачева. У 1942 році її сім'я складалася з 32 членів: чотири бабусі й дідусі, її батьки, дев'ять братів і сестер, шість подружжя та десять молодих племінників і племінників, але до 1945 року вижило лише вісім членів.
Коли війна закінчилася, Блейк сіла на нелегальний корабель, щоб дістатися до Підмандатної Палестини. Корабель був перехоплений британцями, а Зісель Блейк утримували в таборі для арештантів Атліт поблизу Хайфи. Коли її звільнили, вона приєдналася до «Пальмах», але у квітні 1947 року її поранив у шию британський солдат. Одужавши в лікарні, вона почала різьбити маленькі фігурки, які незабаром стали для неї захопленням. У 1948 році Наомі Блейк приєдналася до жіночої дивізії Сил оборони Ізраїлю, проходячи службу у званні підлейтенанта.
Потім Блейк жила в Мілані, Римі та Єрусалимі, перш ніж вийти заміж за свого другого чоловіка, Ашера Блейка, німецького біженця, у 1952 році та поселилась у Масвелл-Гіллі на півночі Лондона. З 1955 по 1960 рік Блейк навчалася у Школі мистецтв Хорнсі на півночі Лондона (нині Університет Мідлсекса), відвідувала вечірні заняття.

## Творчість

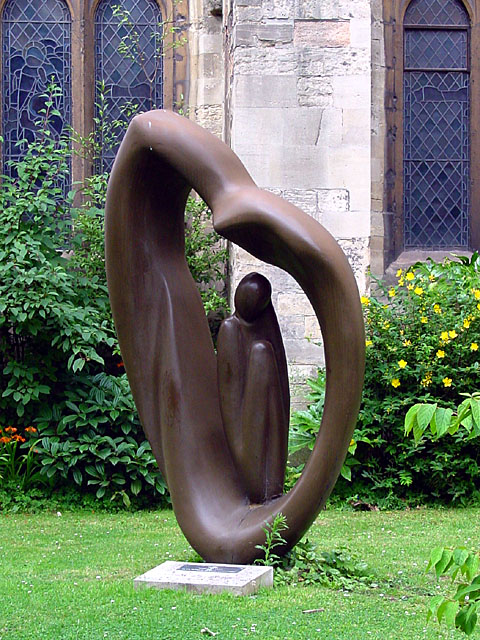
Біженець у Брістольському соборі

Велика частина робіт Наомі Блейк зосереджена на вираженні її переживань. Однак переважна кількість її робіт оптимістична, перспективна та позитивна. Вона рішуче прагне допомогти зберегти спадщину шести мільйонів убитих євреїв, а також просувати бачення Блейк щодо об'єднання вірувань, порозуміння між релігіями та її надії на майбутнє.
Блейк демонструє на виставках свою творчість з 1962 року. Її роботи виставлялися в багатьох галереях у Великій Британії та за кордоном. Персональні виставки її робіт проходили в галереї Вудсток у 1972 році, у галереї на вулиці Магдалини в 1976 році, в галереї на набережній у 1980 році та в Норвічському соборі в 1987 році, у Королівській академії Західної Англії в Брістолі протягом 1989 року, а її роботи були представлені в 1991 році. Фестиваль Челмсфордського собору.
Скульптури Блейк постійно виставляються на багатьох місцях, зокрема на площі Фіцрой і церкві Святої Етельберги в Лондоні, Центрі Скармана Університету Лестера та Центрі Голокосту, Ноттінгемшир. Її бронзова смоляна скульптура 1980 року "Біженець " розташована в саду Бристольського собору, а подібна статуетка 1985 року " Святилище " зі скловолокна знаходиться на території Сент-Ботольфс-Олдгейт у лондонському Сіті. Її роботи також знаходяться в різних приватних колекціях, у тому числі в колекціях королеви-матері та принца Уельського. Вона була членом Королівського британського товариства скульпторів. Приклади її скульптур зберігаються в галереї та музеї Бена Урі в Лондоні, а інші роботи розміщені в громадських місцях Лондона, Лестера, Брістоля та інших місць.